# Casa de la Calle Charles del No.º 131
La Casa de la Calle Charles del No.º 131 (en inglés: Charles Street House at No. 131) es una casa histórica ubicada en Nueva York, Nueva York. La Casa de la Calle Charles del No.º 131 se encuentra inscrita  en el Registro Nacional de Lugares Históricos desde el 3 de noviembre de 1972.

## Ubicación
La Casa de la Calle Charles del No.º 131 se encuentra dentro del condado de Nueva York en las coordenadas 40°44′04″N 74°00′28″O / 40.734444, -74.007778.